# Véronique Olmi

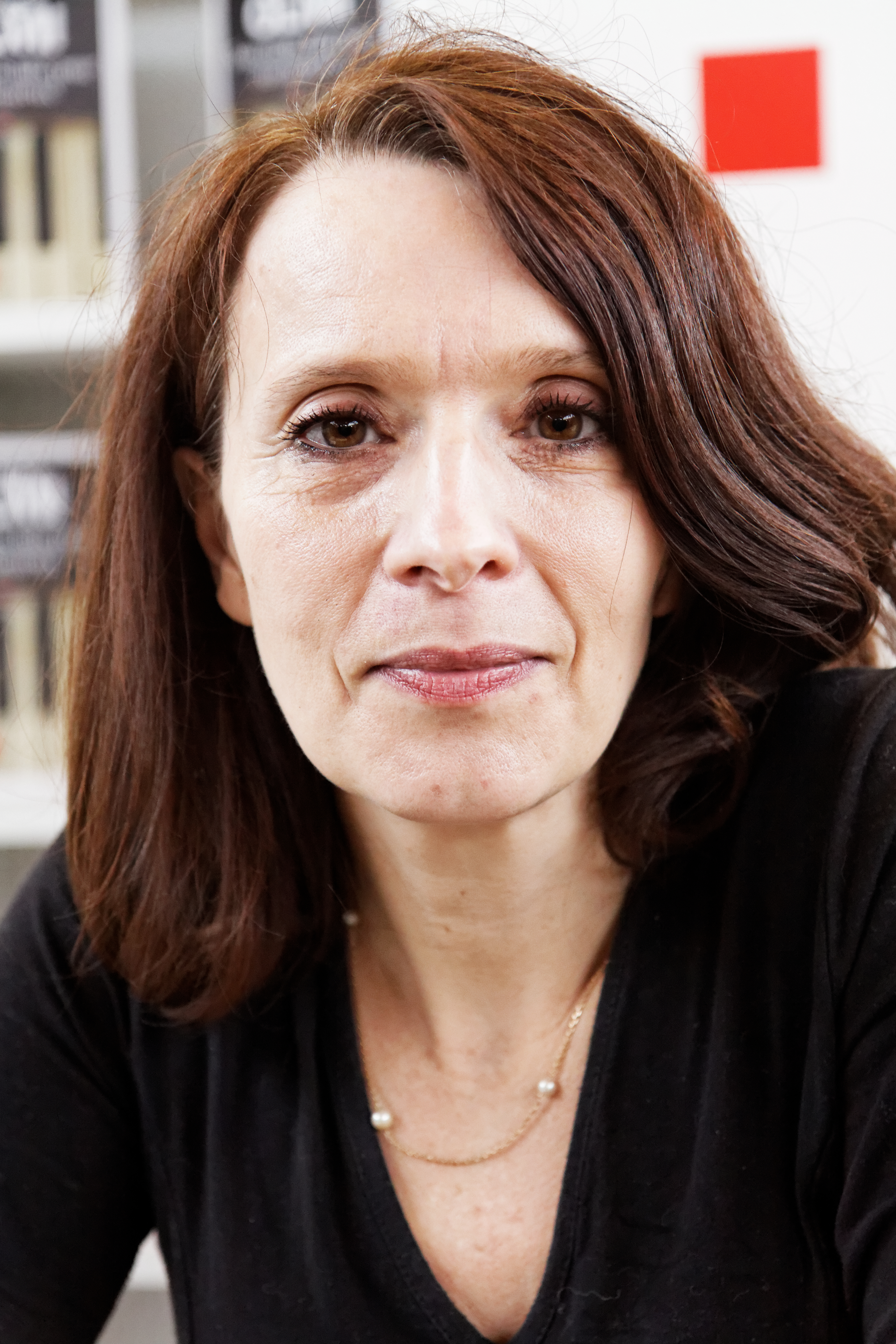
Véronique Olmi (2013)

Véronique Olmi (* 3. August 1962 in Nizza) ist eine französische Schriftstellerin.

## Leben
Véronique Olmi entstammt einer katholisch-gutbürgerlichen Familie. Ihr Großvater war der französische Politiker und Landwirtschaftsminister Philippe Olmi (1891–1980). Sie wuchs mit fünf Geschwistern auf.
Olmi besuchte in Paris eine Regie- und Schauspielschule. Danach arbeitete sie in Paris mit Gabriel Garran und Jean-Louis Bourdon als Dramaturgin zusammen. Mit A demain, Modigliani wurde 1990 in Tourtour ihr erstes Theaterstück aufgeführt, dem weitere folgen sollten. Für Le passage (1996) erhielt sie den Preis der Fondation La Poste.
Einem deutschsprachigen Theaterpublikum wurde Olmi 1999 mit Die Umarmung des Skorpions (La jouissance du scorpion) bekannt, eine gemeinsame Produktion vom Theater Trier und Schauspiel Essen. Das Stück stellt ein gutbürgerliches Rentner-Ehepaar mit erwachsener Tochter in der Provence in den Mittelpunkt und thematisiert den Generationenkonflikt und unterschwelligen Rassismus. Mit Der Riss (Point à la ligne, 1998), Magali (Désaccord parfaits, 1999) und Letzter Sommer (Le jardin des apparences, 2002) kam es zu weiteren deutschsprachigen Uraufführungen u. a. am Stadttheater Bern.
Ab Anfang der 2000er-Jahre machte sich Olmi auch einen Namen als Autorin von autobiografisch gefärbten, am Nouveau Roman orientierten, relativ kurzen Romanen. Ihr von der Literaturkritik gefeiertes Debüt Meeresrand erschien 2002 und erzählt von der Reise einer Mutter und ihren beiden Söhnen ans Meer, der in den Tod der beiden Kinder mündet. Weitere Romane über eine Tochter, die keinen Platz in ihrer katholisch-großbürgerlichen Familie findet (Nummer sechs, 2003) und die Freundschaft zweier Frauen (Eine so schöne Zukunft, 2004) folgten. Gemischte Kritiken erhielt Olmi dagegen für den Roman Ein Mann eine Frau (2006), der ihr durch seine plastisch geschilderten Sex-Szenen den Ruf einer pornografischen Autorin einbrachte. Das Werk handelt von zwei Menschen, die sich in einem Pariser Café begegnen und dann den Nachmittag miteinander in einem Hotelzimmer verbringen.
2011 erschien der Roman In diesen Sommer, der von drei Paaren berichtet, die wie jedes Jahr ein Ferienhaus in der Normandie beziehen, um den französischen Nationalfeiertag zu begehen. Gedanken an Trennung, Depression und die Ankunft eines mysteriösen jungen Liebhabers sorgen dafür, dass sich die Erwachsenen in ganz neuen Paarungen wiederfinden. Olmi erhielt dafür den Prix Maison de la Presse zuerkannt.
Den bisher größten Erfolg als Romanautorin hatte Olmi 2017 mit Bakhita. Ihrem bis dahin längsten Roman liegt die Lebensgeschichte der in der römisch-katholischen Kirche als Heilige verehrten Ordensschwester Josefine Bakhita zugrunde, die als Kind von arabischen Sklavenhändlern aus ihrer Heimat Darfur verschleppt wurde. Bakhita gelangte im Jahr seiner Veröffentlichung in die Endauswahl des Prix Goncourt und gewann den Literaturpreis der französischen Handelskette Fnac.
Véronique Olmi ist Mutter zweier Töchter. Die Familie lebt in Paris.

## Werke (Auswahl)
- Bakhita. Albin Michel, 2017, ISBN 978-2226393227.
  - Claudia Steinitz (Übers.): Bakhita. Hoffmann und Campe, Hamburg 2019, ISBN 978-3-455-00601-8.
- J'amais mieux quand c'ètait toi. Albin Michel, 2015, ISBN 978-2-226-33770-2.
  - Claudia Steinitz (Übers.): Der Mann in der fünften Reihe. Antje Kunstmann, München 2017, ISBN 978-3-95614-167-6.
- La pluie ne change rien au désir, Grasset, Paris 2005.
  - Claudia Steinitz (Übers.): Ein Mann eine Frau. Wagenbach, Berlin 2017.
- Sa Passion, Librairie générale française, 2008 ISBN 978-2-253-12279-1.
  - Claudia Steinitz (Übers.): Ihre Leidenschaft. btb, München 2009.
- La nuit en verité. Éditions Albin Michel, Paris 2013, ISBN 978-2-226-29297-1.
  - Alexandra Baisch (Übers.), Claudia Steinitz (Übers.): Nacht der Wahrheit. Antje Kunstmann, München 2015, ISBN 978-3-95614-054-9.
- Eine so schöne Zukunft. Roman. Aus dem Franz. von Claudia Steinitz. Antje Kunstmann, München 2004, ISBN 978-3-88897-364-2.
- Nummer sechs. Roman. Übers. Sigrid Vagt. Antje Kunstmann, München 2003, ISBN 978-3-88897-338-3.
- Der Riss / Letzter Sommer. Stücke und Materialien. Suhrkamp, Frankfurt am Main 2002, ISBN 978-3-518-13414-6.
- Meeresrand. Roman. Übers. Renate Nentwig. Antje Kunstmann, München 2002, ISBN 978-3-88897-308-6.
- Das Glück, wie es hätte sein können. Aus dem Franz. von Claudia Steinitz. Kunstmann, München 2014, ISBN 978-3-88897-927-9.
- In diesem Sommer. Aus dem Franz. von Claudia Steinitz. Kunstmann, München 2012, ISBN 978-3-88897-776-3.
- Ihre Leidenschaft. Aus dem Franz. von Claudia Steinitz. Kunstmann, München 2007, ISBN 978-3-88897-482-3.
- Die erste Liebe. Aus dem Franz. von Claudia Steinitz. Kunstmann, München 2011, ISBN 978-3-88897-702-2.
- Die Promenade. Aus dem Franz. von Claudia Steinitz. Kunstmann, München 2009, ISBN 978-3-88897-552-3.
- Die Ungeduldigen. Aus dem Franz. von Claudia Steinitz. Aufbau Verlag, Berlin 2022, ISBN 978-3-351-03886-1.